# اور شرگاء
ملا اور شِرگاء یا هاراو اورشرگاء عالم دینی و عارف یهودی (کابالیست یا مکوبال) ایرانی بود در دوره قاجاریه زندگی می‌کرد. نام او به زبان عبری به معنی "نور کوچک" یا "نور شمع" است و از دو جزء اور به معنی نور و شرگاء به معنی شمع و معادل چراغ در زبان فارسی تشکیل شده است. خانواده اور شرگاء از یهودیان سبزوار بودند که در زمان ملا قیاس  به یزد کوچ کردند. او از نسل خاخامهای معروف دنیای یهودیان ایران بود و خانواده او ملایان زیادی در تاریخ جامعه یهودی ایران داشتند.  به خاطر اطلاعات زیادش در حیطه تورات و کابالا توسط یهودیان یزد مورد توجه و علاقه قرار گرفت. از او کرامات زیادی نقل کرده‌اند. 
نقل شده است که اورشرگاء مورد احترام مسلمانان یزد نیز بود و حاکم شهر یزد نسبت به او ارادت ویژه‌ای داشت. 
همسر او ملکا نام داشت و از او صاحب دو پسر به نام‌های شموئل و مشه شد که بعدها هر دو در راه پدر جای گذاشتند. یکی از کارهای حاخام اورشرگا تأسیس میدراش (مکتب‌خانه) در شهر یزد بود که بعدها شاگردان تربیت‌شده توسط او در سایر شهرهای ایران به‌ویژه اطراف یزد (کرمان، سیرجان، رفسنجان و…) به‌عنوان حاخام و یا پیشوای مذهبی مشغول به فعالیت شدند.
او با عالم دینی یهودیان لهستان،اسرائیل بن الیزر که به بعل شم طوف معروف بود و بنیانگذار جنبش یهودیت حسیدی بود در ارتباط بود و بعل شم طوف از او به عنوان دوست خود یاد کرده بوده است. 
هاراو اور در سال ۱۱۷۲ خورشیدی مصادف با ۲۸ حشوان ۵۵۵۴ عبری درگذشت و آرامگاهش در یزد به ویژه هرساله در روز سالگرد وفاتش زیارتگاه یهودیان است. کنیسای ملا آقا بابای یزد که به نام جد هاراو اور شرگا است و از مکان‌های دیدنی و تاریخی آن شهر هم محسوب می‌شود، بیش از یکصد سال قدمت دارد و اکثرا پذیرای زائرین است.

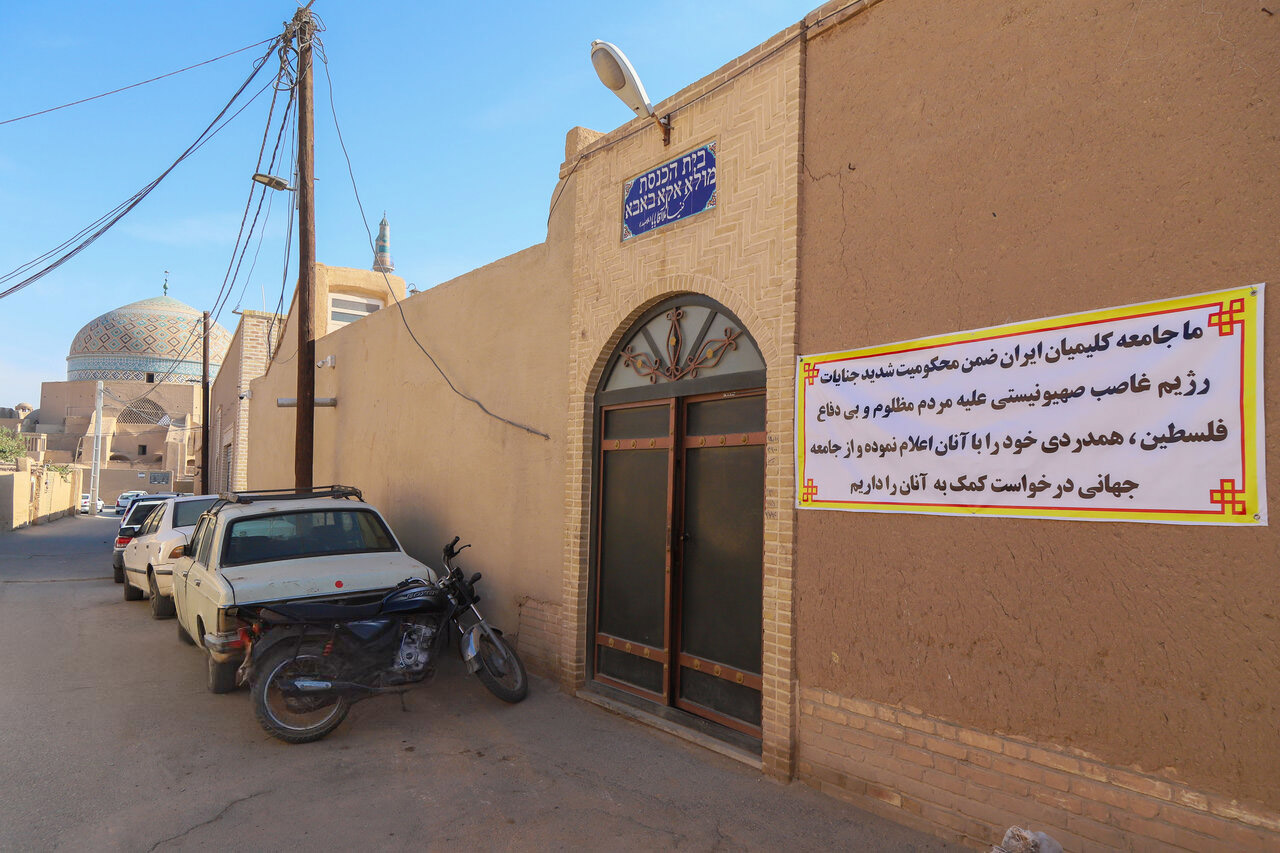
کنیسه ملا آقا بابای یزد که به نام جد خاخام اورشرگا نامگذاری شده است و هنوز هم فعال است.

در پنجاه سال گذشته با مهاجرت جمع وسیعی از یهودیان یزد به اسرائیل، همه ساله مراسمی برای اورشرگاء در قسمت بخارایی نشین اورشلیم نیز برگزار میگردد. 
یکی از نوادگان اورشرگاء به نام خاخام مشه بارشلوم که متولد یزد بوده و پیش از انقلاب به اسرائیل مهاجرت کرده است، به یادبود او کنیسه‌ای در اورشلیم به نام اورهاشلوم تاسیس کرده است. در اواخر قرن نوزدهم یکی از بازماندگان دیگر او به نام خاخام یوسف اورشرگاء ملای اعظم جامعه یهودیان یزد بود که با موسی مونتیفیوری در ارتباط بود.